# Сідар-Сіті (Юта)
Сідар-Сіті (англ. Cedar City) — місто (англ. city) в США, в окрузі Айрон на південному заході штату Юта, за 250 миль на південь від Солт-Лейк-Сіті і за 190 на північ від Лас-Вегаса на магістралі I-15. Населення — 35 235 осіб (2020). Тут розташовано Університет Південної Юти, регіональний аеропорт Сідар-Сіті.

## Географія
Сідар-Сіті розташований за координатами 37°41′5″ пн. ш. 113°5′36″ зх. д. / 37.68472° пн. ш. 113.09333° зх. д. (37.684585, -113.093352).  За даними Бюро перепису населення США в 2010 році місто мало площу 95,40 км², уся площа — суходіл.

### Клімат
| Клімат : Сідар-Сіті                                      | Клімат : Сідар-Сіті | Клімат : Сідар-Сіті | Клімат : Сідар-Сіті | Клімат : Сідар-Сіті | Клімат : Сідар-Сіті | Клімат : Сідар-Сіті | Клімат : Сідар-Сіті | Клімат : Сідар-Сіті | Клімат : Сідар-Сіті | Клімат : Сідар-Сіті | Клімат : Сідар-Сіті | Клімат : Сідар-Сіті | Клімат : Сідар-Сіті |
| Показник                                                 | Січ.                | Лют.                | Бер.                | Квіт.               | Трав.               | Черв.               | Лип.                | Серп.               | Вер.                | Жовт.               | Лист.               | Груд.               | Рік                 |
| Абсолютний максимум, °C                                  | 21,1                | 22,8                | 25,0                | 22,8                | 35,6                | 38,3                | 40,6                | 37,8                | 36,1                | 31,1                | 23,9                | 20,0                | 40,6                |
| Середній максимум, °C                                    | 5,4                 | 8,2                 | 11,9                | 16,2                | 21,7                | 28,4                | 31,9                | 30,6                | 26,1                | 18,9                | 10,9                | 5,9                 | 18,1                |
| Середній мінімум, °C                                     | −7,5                | −5,1                | −2                  | 0,9                 | 5,3                 | 10,1                | 14,3                | 13,8                | 8,7                 | 2,2                 | −3,4                | −7,4                | 2,5                 |
| Абсолютний мінімум, °C                                   | −32,2               | −31,1               | −18,3               | −14,4               | −6,1                | −3,3                | 4,4                 | 2,2                 | −5                  | −21,7               | −21,7               | −30,6               | −32,2               |
| Норма опадів, мм                                         | 23                  | 25                  | 34                  | 25                  | 23                  | 11                  | 24                  | 29                  | 21                  | 33                  | 25                  | 17                  | 290                 |
| Днів з опадами                                           | 6,4                 | 6,5                 | 8,8                 | 6,6                 | 6,1                 | 3,2                 | 5,3                 | 6,4                 | 4,7                 | 5,8                 | 5,6                 | 5,8                 | 71,2                |
| Днів зі снігом                                           | 5,1                 | 4,4                 | 4,7                 | 2,9                 | 0,8                 | 0,1                 | 0                   | 0                   | 0,1                 | 1,0                 | 3,2                 | 3,6                 | 25,9                |
| -------------------------------------------------------- | ------------------- | ------------------- | ------------------- | ------------------- | ------------------- | ------------------- | ------------------- | ------------------- | ------------------- | ------------------- | ------------------- | ------------------- | ------------------- |
| Джерело: National Oceanic and Atmospheric Administration |                     |                     |                     |                     |                     |                     |                     |                     |                     |                     |                     |                     |                     |

## Демографія
Згідно з переписом 2010 року, у місті мешкало 28 857 осіб у 9469 домогосподарствах у складі 6633 родин. Густота населення становила 302 особи/км².  Було 10860 помешкань (114/км²).
Расовий склад населення:
| - 89,4 % — білих - 2,7 % — корінних американців - 0,9 % — азіатів - 0,7 % — чорних або афроамериканців - 0,3 % — вихідців з тихоокеанських островів - 3,3 % — осіб інших рас |

До двох чи більше рас належало 2,7 %. Частка іспаномовних становила 7,9 % від усіх жителів.
За віковим діапазоном населення розподілялося таким чином: 28,2 % — особи молодші 18 років, 63,2 % — особи у віці 18—64 років, 8,6 % — особи у віці 65 років та старші. Медіана віку мешканця становила 24,8 року. На 100 осіб жіночої статі у місті припадало 96,4 чоловіків;  на 100 жінок у віці від 18 років та старших — 93,6 чоловіків також старших 18 років.
Середній дохід на одне домашнє господарство  становив 55 439 доларів США (медіана — 41 632), а середній дохід на одну сім'ю — 64 100 доларів (медіана — 51 197). Медіана доходів становила 42 581 долар для чоловіків та 30 332 долари для жінок. За межею бідності перебувало 22,9 % осіб, у тому числі 22,2 % дітей у віці до 18 років та 4,1 % осіб у віці 65 років та старших.
Цивільне працевлаштоване населення становило 12 826 осіб. Основні галузі зайнятості: освіта, охорона здоров'я та соціальна допомога — 30,1 %, мистецтво, розваги та відпочинок — 13,3 %, роздрібна торгівля — 12,0 %.